# Пуаре, Поль
Поль Пуаре (фр. Paul Poiret; 20 апреля 1879[…], Париж — 30 апреля 1944[…] или 28 апреля 1944, Париж) — парижский модельер, влиятельнейшая фигура в мире моды первой четверти XX века. Его заслуги перед модой XX века приравниваются к вкладу Пикассо в искусство XX века.

## Биография
Поль Пуаре родился в Париже, Франция, в 1879 в семье торговца тканями. Работать начал подмастерьем в ателье, где изготавливались зонты. Из остатков тканей для зонтов шил платья для кукол.
Карьеру модельера начал с работы у Жака Дусе, затем перешел в ателье Чарльза Фредерика Уорта. В 1903 году Пуаре основывал «Дом Пуаре и raquo». Салон Поля Пуаре был оформлен в восточном стиле с элементами древнегреческого искусства, поскольку модельер в те годы очень интересовался Японией, Китаем и Древней Элладой, что нашло отражение в его моделях новых женских костюмов.
В период 1890—1910 годов модельер пропагандировал возвращение к античной моде: предлагал Парижу платье в виде туники и пеплос, а также ввёл моду на кимоно в Европе.

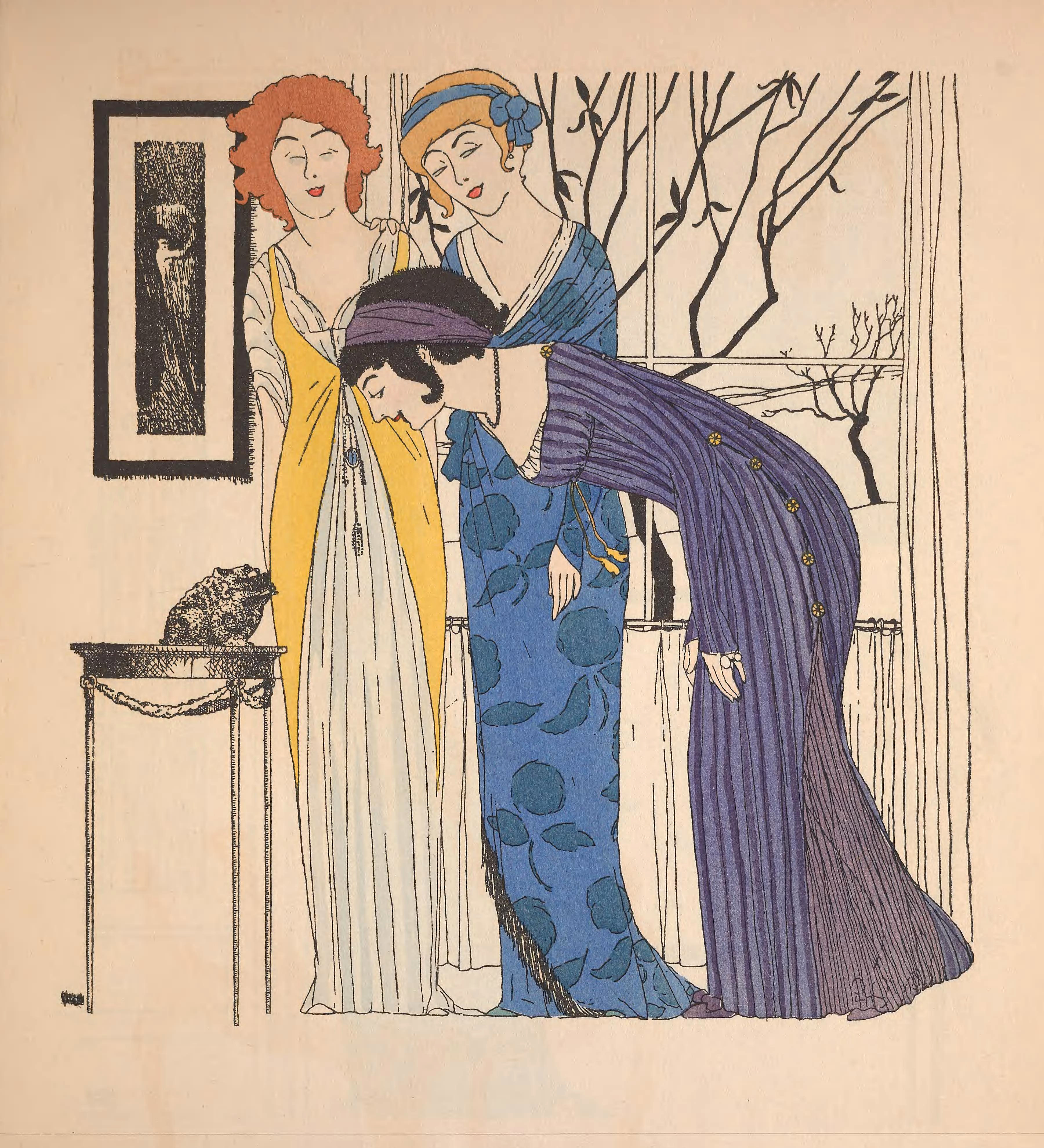
Модели Поля Пуаре, 1908

Пуаре в 1905 году предложил рубашечный покрой женского платья без корсета.
Также кутюрье является изобретателем так называемой «хромой юбки» — юбки с шириной ниже колена около 30 см, которая позволяла передвигаться исключительно семенящей походкой.
Поль Пуаре — первый модельер континентальной Европы, выпустивший в 1911 году собственную марку духов «от кутюрье», назвав их в честь умершей старшей дочери Розин (фр. Rosine). Он лично выбрал аромат, придумал дизайн флакона, упаковки и рекламу. Для выпуска парфюма кутюрье в память о дочери основал парфюмерное отделение Дома — Les Parfums de Rosine, где создавали ароматы парфюмеры Эманнуель Булер (фр. Emannuel Bouler) и Морис Шаллер (фр. Maurice Shaller). Шалер был стеклодувом и первоначально изготавливал для Пуаре флаконы, но затем, обнаружив склонности к парфюмерному делу, также стал создавать ароматы. В 1914 году в Les Parfums de Rosine был приглашен парфюмер Анри Альмерас (фр. Henry Almeras. 1892 — 1965).
С 1911 по 1929 год отделение Les Parfums de Rosine Дома Пуаре выпустило 35 (по другим сведениям 50) ароматов.
Также в 1911 году Пуаре открыл отделение модной одежды Les École Martine, которое назвал в честь второй дочери.
Ксения Куприна, дочь писателя А. И. Куприна, которая работала манекенщицей дома моды Пуаре, в своих воспоминаниях «Мой отец — Куприн» писала:
Сам хозяин вел себя, как царёк в своём государстве. Волосы и борода у него были нарочито обстрижены на полсантиметра. Этого полного эксцентричного человека знали всюду, журналисты постоянно помещали на него карикатуры. Пуаре часто устраивал для рекламы блестящие приемы. Хозяин заставлял манекенщиц выстроиться в полукруг и долгим тяжелым взглядом рассматривал каждую девушку, потом вдруг делал жест, как бы отгоняя муху. Это значило, что эту девушку выгоняют.
Широкую известность и многочисленные подражания получил устроенный им костюмированный бал «1002 ночи, или Торжество по-персидски», данный в его парижском особняке 24 июня 1911 года. Оформление было сделано на основе коллекции Пуаре по восточным мотивам. Празднество это, являвшееся своеобразным оммажем русскому балету, было навеяно балетом «Шехеразада», поставленным в «Русских сезонах» Сергея Дягилева. Все собравшиеся на этом маскараде были наряжены в восточном стиле (персидскими послами, оттоманскими евнухами, индийскими баядерками, аравийскими одалисками и т. д.). Сам Пуаре предстал в образе восточного султана, его супруга Дениз Буле — его гаремной жены. Большую часть костюмов для бала Поль Пуаре подготовил сам. Бал обошёлся ему в крупную сумму.
Пуаре господствовал в моде до Первой мировой войны, очень много сотрудничал с театрами в создании костюмов, но в 1927 году закрыл свой модный дом. Историки моды полагают причиной ухода Пуаре из мира высокой моды излишнюю вычурность моделей для того времени. Пуаре не смог приспособиться к эмансипации, демократизации и индустриализации моды после Первой мировой войны, он относился к созданию костюма как к искусству, что в межвоенный период не было востребовано.
В 1933 году выпускает весеннюю коллекцию для крупного парижского универмага «Printemps». Окончательно закрывает свои Дома в Париже и Каннах в 1934 году. В 1930-е годы, с целью поправить материальное положение, выпустил книги: «Одевая эпоху», «Мода и финансы» и «Возвращайтесь!».
Поль Пуаре умер в оккупированном Париже 28 (согласно надписи на могиле) или 30 (согласно биографическим книгам) апреля 1944 года практически в полной неизвестности.

## Ароматы
- Parfums de Rosine (1911)
- Nuit Persane (1911)
- Le Minaret (1912)[16]
- Chez Poiret (1912)[16]
- Fan Fan La Tulipe (1912)[16]
- Nuit de Chine (1913) — Морис Шаллер[16]
- Coup d’Or (1913) — Морис Шаллер
- Borgia (1914) — флакон: Жорж Дюмолин (фр. Georges Dumoulin)[16]
- Le Sang Francais (1915)[16]
- Le Fruit Défendu (1918) — Анри Альмерас[16]
- Hahna l’Étrange Fleur (1919)
- Arlequinade (1919) — Анри Альмерас/флакон: Жульен Виард (фр. Julien Viard)[16]
- Aladin (1919)[16]
- Antinea ou Found de la Mer (1919)[16]
- La Coupe D’Or (1919)[16]
- Pierrot (1919)[16]
- Toute La Forêt (1900-е)[16]
- Shakhya Mouni (1913?) (1922)[16]
- Coeur En Folie (1925)[16]
- Coup De Foudre (1925)[16]
- Le Balcone (1920-е)[16]
- Le Bosquet D’Apollon[16]

## Эстетика и наследие
Основным вкладом Пуаре в моду (помимо избавления женщин от корсетов) была разработанная модельером техники пошива одежды, известная как драпировка. Пуаре, увлеченный стилистикой античных и ориентальных костюмов, предпочитал модели, скроенные по прямым линиям и выстроенные из прямоугольных деталей. Структурная простота его одежды представляла собой «ключевой момент в появлении модернизма» в целом и «эффективно установила парадигму современной моды, безвозвратно изменяя направление истории костюма». Одновременно, под влиянием модного в то время в Париже восточного искусства, в частности японских гравюр на дереве, Поль Пуаре ввёл в моду кимоно и обладающую особыми эстетическими и стилевыми свойствами S-образно изогнутую линию, которая и получила название «Линия Пуаре». Примечательно, что подобные линии, но несколько иного свойства, отличают так называемый флоральный стиль декоративного искусства периода модерна. В этом отношении характерно ещё одно название нововведений Пуаре, основанного на эстетике изогнутых линий: «женщина-цветок» и «женщина-тюльпан». Такая стилистика родилась не без влияния парижских постановок С. П. Дягилева, танцовщиц А. Дункан и Л. Фуллер, а также художников-постимпрессионистов, которых Пуаре привлекал для изданий журналов «модных картинок»: Л. Бакста, П. Ириба, Р. Дюфи, П. Пикассо, Р. Эртэ.
В 1912 г. Пуаре открыл фирму, включающую мастерскую, магазин и рисовальную школу, назвав её в честь дочери «Мартин» (Atelier Martine, или Martina). В магазине помимо одежды продавали предметы обстановки, мебель стиля «либерти», изделия прикладного, декоративного и ювелирного искусства художников парижского ар нуво. «Стиль мартина» складывался под влиянием японского искусства, постановок Русских балетных сезонов в Париже, костюмированных постановок «Тысяча и одна ночь» (1913) и других представлений, а также наивных рисунков для тканей Р. Дюфи и Л. Сю, сделанных в подражание рисункам детей, которые обучались в школе «Мартина». Ему удалось сделать популярными восточные мотивы и острые сочетания изумрудного с алым, лимонно-жёлтого с фиолетовым.
Дизайнерские работы Пуаре представлены в коллекциях музеев моды по всему миру и часто участвуют в выставках. Одной из таких выставок стала «Поль Пуаре и Николь Грульт, мастера моды в стиле ар-деко» (Paul Poiret et Nicole Groult, Maîtres de mode Art Déco) в Palais Galliera в Париже в 1986 году.
В мае 2005 года модельер Аззедин Алайя представил гардероб супруги художника, Дениз Пуаре, в показе под названием «Свободное творчество» (La Création en Liberté), прежде чем коллекция была выставлена на аукцион.
Нью-йоркский Метрополитен-музей приобрел множество лотов этих аукционных торгов, которые стали ядром первой американской выставки-ретроспективы 2007 года «Поль Пуаре: король моды».
В 2011 году эта выставка экспонировалась в России, отмечая сотую годовщину визита Поля Пуаре в Москву и Санкт-Петербург.
Духи Parfums de Rosine, созданные Пуаре, хранятся в нескольких музеях, включая Осмотеку в Версале.
В 2013 году Международный музей парфюмерии в Грассе представил новаторские парфюмерные разработки Пуаре на выставке под названием «Поль Пуаре: Парфюмер кутюрье».

## Возрождение бренда

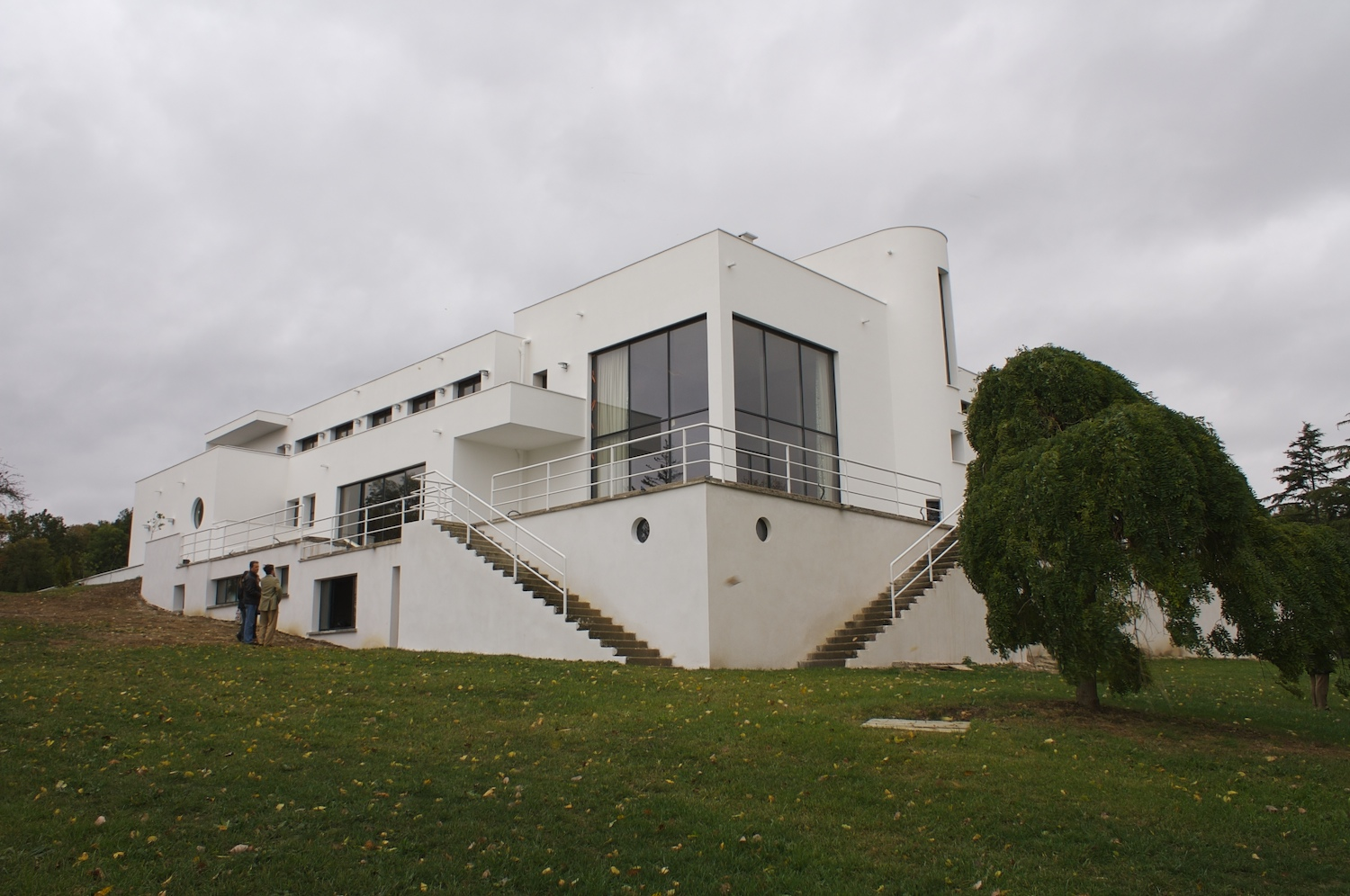
«Вилла Поль Пуаре», (1921—1923, завершена в 1932 году) в Мези-сюр-Сен. Архитектор Р. Малле-Стивенс

Коммерчески несуществующий с 1933 года, бренд «Poiret» вызывал интерес у многих. Несколько компаний оспаривали права на бренд до тех пор, пока люксембургская частная инвестиционная компания Luvanis, специализирующаяся на возрождении бездействующих брендов, не приобрела полные права на торговую марку «Paul Poiret» в начале 2010-х годов. Став полноправным владельцем бренда, Luvanis обратилась к лондонскому инвестиционному банку Savigny Partners для поиска подходящего покупателя.
После долгого и тщательного отбора, для возрождения бренда «Poiret» был выбран южнокорейский модный гигант Shinsegae, также являющийся дистрибьютером брендов Givenchy, Céline, Brunello Cucinelli и Moncler. Убежденная амбициями концерна Shinsegae, творческим видением и уважением к наследию Пуаре, компания Luvanis продала корейскому гиганту права на бренд в 2015 году.
В январе 2018 Shinsegae официально подтвердил международный перезапуск бренда «Poiret». В качестве главы дома была представлена Anne Chapelle, должность арт-директора заняла парижская кутюрье Yiqing Yin.